# Cinangka (Ciampea)
Cinangka is een bestuurslaag in het regentschap Bogor van de provincie West-Java, Indonesië. Cinangka telt 12.131 inwoners (volkstelling 2010).